# Сентябрьское наступление Воронежского фронта
Сентябрьское наступление Воронежского фронта — военная операция войск Воронежского фронта генерала Н. Ф. Ватутина с целью освобождения Воронежа от немецких войск, проводившаяся во второй половине сентября 1942 года.

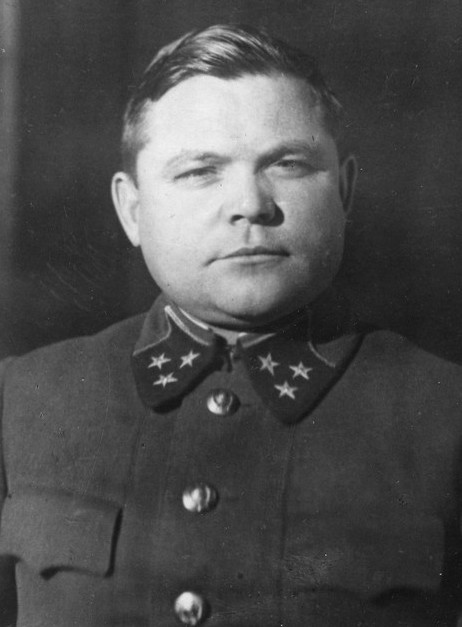
Командующий войсками Воронежского фронта генерал-лейтенант Н. Ф. Ватутин. Фото 1942 г.

## Подготовка операции
В августе 1942 года войска Воронежского фронта начали готовиться к новой наступательной операции. Ее задачей было: разгром вражеской группировки в районе Воронежа, освобождение города и захват плацдарма на правом берегу Дона. Для выполнения этих задач привлекались основные силы фронта, а также 38-я армия Брянского фронта. Для централизации управления войсками Ставка приказала 38-ю армию в полном составе со средствами усиления 2 сентября передать из Брянского в Воронежский фронт. Кроме того, в Воронежский фронт прибыли из резерва Ставки четыре хорошо укомплектованные стрелковые дивизии. Начало операции было назначено на 9 сентября. 7 сентября, в самый разгар подготовки к наступлению, пришло неожиданное распоряжение Ставки в тот же день отправить в район Сталинграда четыре стрелковые дивизии, полученные фронтом для проведения операции. В связи с этим операцию было приказано временно отложить. Командующий Воронежским фронтом генерал Н. Ф. Ватутин убедил И. В. Сталина в возможности проведения операции имевшимися силами.

## Ход операции
15 сентября развернулось наступление, продолжавшееся десять суток. С самого начала операция развивалась крайне медленно. Одной из причин была слабая эффективность артиллерийской подготовки атаки.
Это было следствием недооценки прочности каменных построек, использованных гитлеровцами для обороны. Артиллерия не смогла их разрушить, и атакующие пехота и танки были встречены сильным огнем
противника. В течение первых двух дней наступления 40-я армия генерала M. M. Попова добилась лишь незначительного тактического успеха: овладела пригородом Воронежа — Чижовкой и очистила от противника несколько улиц в центре города. 60-я армия не имела никакого успеха, а 38-я — захватила деревню Гнездилово. В целом операция терпела неудачу.
Командующий фронтом и командующий 40-й армией предпринимали решительные меры, стремясь изменить обстановку. В Чижовку ночью был переправлен 25-й танковый корпус генерала П. П. Павлова. Боевые машины двигались по каменной дамбе, покрытой полуметровым слоем воды. Немецкой воздушной разведке не удалось обнаружить корпус. Появление советских танков в Чижовке явилось для гитлеровского командования полной неожиданностью. Однако ввод в сражение танкового корпуса не сломил сопротивление противника на южной окраине Воронежа. Наступавшие в боевых порядках пехоты танки находились в невыгодном положении. Противник имел возможность поражать прицельным огнем атакующие советские войска на открытой местности. В течение недели шла ожесточенная борьба. Каждый день сражения показывал, что развить наступление не удается.
28 сентября по распоряжению Ставки Воронежский фронт прекратил попытки продолжать наступление и перешел к жесткой обороне.